# لي مارتن (لاعب كرة قدم)
لي مارتن (بالإنجليزية: Lee Martin)‏ (5 فبراير 1968 في المملكة المتحدة - ) هو لاعب كرة قدم بريطاني في مركز الدفاع. شارك مع منتخب إنجلترا تحت 21 سنة لكرة القدم. أما مع النوادي، فقد لعب مع مانشستر يونايتد ونادي بانغور سيتي ونادي بريستول روفيرز ونادي سلتيك وهدرسفيلد تاون وCefn Druids A.F.C. ‏ وGlossop North End A.F.C. ‏.

## وصلات خارجية
- لي مارتن (لاعب كرة قدم) على موقع الاتحاد الأوربي (الإنجليزية)
- لي مارتن (لاعب كرة قدم) على موقع قاعدة بيانات كرة القدم.إي يو (الإنجليزية)
- لي مارتن (لاعب كرة قدم) على موقع Soccerbase.com (لاعب) (الإنجليزية)
- لي مارتن (لاعب كرة قدم) على موقع عالم كرة القدم.نت (الإنجليزية)